# Bruno Kiciński
Bruno Kiciński, właśc. Bruno Dionizy hr. Kiciński z Kicina h. Rogala, krypt. i ps.: „B. hr. K., Lajbuś, ***” (ur. 7 października 1797 w Lachowicach, zm. 23 marca 1844 w Ojrzeniu) – hrabia w Królestwie Kongresowym w 1820 roku, dziennikarz, publicysta, redaktor, wydawca, poeta i tłumacz. Współtwórca polskiej prasy o charakterze politycznym i literackim. Twórca pierwszego koncernu prasowego.

## Życiorys

Herb Kiciński Hrabia

Urodził się w Galicji, jako syn hrabiego Piusa Kicińskiego, i Franciszki z Cieciszowskich. Od roku 1804 uczył się w Theresianum w Wiedniu, a w latach 1809–1814 w kolegium pijarów na warszawskim Żoliborzu. Następnie mieszkał u swego krewnego, Joachima Lelewela. W latach 1814–1815, podczas pobytu we Lwowie, wraz z grupą współpracowników (Brykczyński, Chotomski, Dmochowski, Godebski, Lisiecki, Morawski) prowadził działalność wydawniczą. Był inicjatorem powstania „Pamiętnika Lwowskiego”, który zaczął wychodzić w roku 1816 (już po jego wyjeździe ze Lwowa). W swojej pracy zastosował nowoczesne możliwości kolportażu, płacił honoraria publicystom, stosował reklamę. W roku akademickim 1815/1816 podjął studia w warszawskiej Szkole Prawa i Administracji. Wkrótce potem (prawdopodobnie już w roku 1816) otrzymał stanowisko sekretarza Komisji Trzech Dworów do uregulowania stosunków handlu i żeglugi. W roku 1819 nabył część dóbr Grochów, wówczas pod Warszawą.
W roku 1821 założył „Kurier Warszawski”. W tym samym roku sprzedał go wraz ze swoją drukarnią Ludwikowi Adamowi Dmuszewskiemu. Cenzura przeszkodziła Kicińskiemu w realizacji dalszej pracy wydawniczej. Rozpoczął polityczną działalność konspiracyjną, był członkiem Towarzystwa Patriotycznego. Zaprzestał uczestnictwa w życiu publicznym i powrócił do niego w czasie powstania listopadowego. Był związany z działaczami prawicowymi, współpracował z pismem „Polak sumienny”. Pisał wiersze o charakterze patriotycznym. Jego poglądy były bliskie klasycyzmowi postanisławowskiemu. Był także tłumaczem dzieł greckich i epoki romantyzmu.
W czasie powstania listopadowego w 1831 roku pisał artykuły do związanego z Aleksandrem Wielopolskim dziennika Zjednoczenie.
Był członkiem loży wolnomularskiej Bracia Polacy Zjednoczeni w 1820 roku.

## Wydawca gazet
- 1817–1818 – Tygodnik Warszawski
- 1818–1819 – Tygodnik Polski i Zagraniczny
- 1819–1820 – Tygodnik Polski
- lipiec 1820–1822 – Wanda

- 1818–1819 – Gazeta Codzienna Narodowa i Obca
- 1819 – Kronika Drugiej Połowy Roku 1819
- 1819 – wrzesień 1820 – Orzeł Biały
- 1821–1822 – Kurier Warszawski
- 1822–1823 – Pamiętnik Zagraniczny

## Twórczość

### Ważniejsze dzieła
1. Kobiety. Poema w 2 pieśniach[4], powst. 1817, wyd. Warszawa 1818; wyd. następne: Minkowce 1818 (według inf. autora w poz. 13, wyd. 2 datowano na rok 1819); zobacz poz. 13, t. 1 (tu: Kobiety. Poema w 3 pieśniach)
2. Wiersz do wojsk polskich, Warszawa 1830
3. Do dyktatora Chłopickiego. Wiersz, brak miejsca i roku wydania; wyd. także w poz. 11
4. Dwa dni zwycięstw odniesionych pod naczelnym dowództwem Jana Skrzyneckiego. Wiersz (Warszawa 1831); wyd. także w poz. 11
5. Oda do ziomków (Warszawa) 1831
6. Pieśń wieśniaków polskich, Warszawa 1831
7. Pieśń żołnierska z r. 1794, zastosowana do teraźniejszych okoliczności, Warszawa 1831
8. Nowa wiara (Warszawa 1831); wyd. także w poz. 11; przedr. P. Hertz, [w:] Zbiór poetów polskich XIX w. księga 1, Warszawa 1959
9. Śpiew Żydka warszawskiego o Rożnieckim, Warszawa 1831 (pod pseudonimem Lajbuś)
10. Trzeci Mai na znaną nutę (Warszawa 1831), wyd. także w poz. 11, oraz Dziesięcioro przykazania ojczyzny, brak miejsca wydania (1831)
11. Zbiór poezji... wydanych w czasie powstania narodowego[5], Warszawa 1831; wyd. 2 Warszawa brak roku wydania (tu m.in.: poz. 3-4, 8, 10; Przekłady poz. 12)
12. Myśliwy, czyli dwoje oczu za jedno. Komedioopera w 2 aktach przerobiona z niemieckiego[6] (muzyka: F. K. Zaremba), Warszawa 1840; wyd. następne zobacz poz. 13, t. 3; rękopis: Ossolineum, sygn. 11173/I
13. Poezje..., częścią przekładane, częścią oryginalne w XII tomach (wydał autor); oddzielnie 1: t. 1-5, Warszawa 1840-1841; oddzielnie 2: t. 6-8, Warszawa 1843 (wydanie nieukończone); zawartość – t. 1 (1840): dedykowana rodzicom; Przedmowa; Poezje Piusa hr. Kicińskiego; (cykle wierszy): Trzy obrazy rodzinne, Dumy, Ballady, Sielanki, Alegorie, Różne wiersze; Ważniejsze dzieła poz. 1; Przekłady poz. 1, 5, 9, 14; (tu także kilka przekładów z T. Paine’a, I.F. Castellego, J.B. Rousseau, Woldemara) – t. 2 (1840) pt. Poezje myśliwskie: dedykowane S. Kicińskiemu; Poezje myśliwskie (oryginalne): Kaczołowstwo, czyli polowanie na kaczki dzikie, Polowanie na jelenie, Czarne pole, czyli łowy na wilki i odyńce, w 2 częściach, Wiersze różne, Przycinki; Przekłady poz. 15-16; Wyjątki z terminologii łowieckiej W. Kozłowskiego – t. 3 (1840): Powieści oryginalne (wiersze); Ważniejsze dzieła poz. 12; Przekłady poz. 17, 18, 19, 20 – t. 4 (1840) pt. Antologia niemiecka: dedykowana J.D. Minasowiczowi; Przekłady poz. 21 (cz. 1), 22-25, 26 (cz. 1) – t. 5 (1841) pt. Antologia grecka: wiersz dedykowany F. Skarbkowi; Przekłady poz. 3, 27, 28, 29, 30, 31, 32, 33, 34, 35, 36 – t. 6 (1843) pt. Antologia niemiecka. T. 2: Przedmowa; Przekłady poz. 21 (cz. 2), 26 (cz. 2), 37 – t. 7-8 (1843): Przekłady poz. 8.

Artykuły i poezje ogłaszano w czasopismach: Dziennik Powszechny (1830-1831), Dziennik Wileński (1815), Gazeta Codzienna Narodowa i Obca (1818-1819), Kronika drugiej poł. 1819 r. (1819), Kurier Polski, Kurier Warszawski, Merkury (1831), Muzeum Domowe (1836), Orzeł Biały (1819-1820, 1831), Pamiętnik dla Płci Pięknej (1830), Pamiętnik Lwowski (1816-1820), Pamiętnik Warszawski (1815), Pamiętnik Zagraniczny, Naukowy, Historyczny i Polityczny (1816, 1822-1823), Piśmiennictwo Krajowe (1840), Pogoń (1831), Polak Sumienny (tu artykuł przeciwko J. Lelewelowi, 1831; przedr. A. Kraushar: Wolność druku i dziennikarstwo warszawskie w czasach listopadowych, Warszawa 1902), Tygodnik Warszawski (1817), Tygodnik Polski (1819-1820), Tygodnik Polski i Zagraniczny (tu m.in.: Ludmiła w Ojcowie. Duma, 1818 nr 35; przedr. C. Zgorzelski w: Ballada polska, Wrocław 1962, Biblioteka Narodowa seria I, nr 177), Wanda (1820-1822), Zjednoczenie (1831).
Kilka wierszy Kicińskiego przedrukował P. Hertz w: Zbiór poetów polskich XIX w. księga 1, Warszawa 1959.

### Przekłady
1. S. Gessner: Wstęp z poematu pod tytułem Dafnis, powst. 1811, wyd. zobacz Ważniejsze dzieła poz. 13, t. 1
2. J.G. Eichhorn (Ch. A. Vulpius): Rinaldo Rinaldini, herszt zbójców. Romans historyczny wieku osiemnastego, niemieckiego t. 1-2, Warszawa 1814; wyd. następne: Warszawa 1815; wyd. 3, t. 1-3 Warszawa 1819; wyd. 4, t. 1-2 Kraków 1845; wyd. 5, t. 1-4 Warszawa 1845
3. Batrachomyomachia Homera, czyli wojna żab z myszami, Lwów 1815; wyd. następne: zobacz Ważniejsze dzieła poz. 13, t. 5 (tu inf. tłumacza, że wyd. 1 wyszło w r. 1813?); rękopis: Biblioteka Akademii Nauk USRR Lwów (Zbiór Baworowskich, sygn. 1423/I)
4. J.P.C. Florian: Powieści... z francuskiego t. 1-2, Warszawa 1816; druk nie podaje tłumacza, autorstwo Kicińskiego jest więc domniemane (na podstawie informacji J. Zawadzkiego w liście do A.K. Czartoryskiego z jesieni roku 1814 o mającym się wkrótce drukować przekładzie Kicińskiego powieści Floriana)
5. J. Macpherson: Kroma. Poema Osjana, powst. 1817, wyd. zobacz: Ważniejsze dzieła poz. 13, t. 1
6. G.G. Byron: Poemata i powieści z dzieł... t. 1, Warszawa 1820, Biblioteka Romansów, Powieści, Podróży, Biografii, Poematów... wyd. przez W. Malecką; zawiera: Oblężenie Koryntu, Poema; Korsarz, Poema w 3 księgach
7. C.J. Rouget de Lisle: Hymn wojenny marsylczyków, Tygodnik Polski, marzec 1820 (w art.: O francuskich pieśniach ludu...), wyd. osobno: Warszawa 1831.
8. P.N. Ovidius: Przemiany. Poema w 15 pieśniach z oryginałem obok i przypisami objaśniającymi t. 1-3, Warszawa 1825-1826; wyd. następne: zobacz Ważniejsze dzieła poz. 13, t. 7-8 (bez tekstu łacińskiego, ze wstępem O życiu i pismach P. Owidiusza Nansona); wybór wyd. B. Świba, Kraków 1907 (ze zmianami); wybór wyd. J. Czubek, Warszawa (1921) Wybór Pisarzów Polskich i Obcych dla Domu i Szkoły nr 25, także Warszawa 1933 Biblioteka Uniwersytetu Ludowego i Młodzieży Szkolnej nr 255; fragmenty wyd. M.S. Popławski, [w:] Wielka literatura powszechna t. 5, Warszawa 1932, s. 578–582 (ze zmianami); wybór wyd. J. Krókowski, Wrocław (1953) Biblioteka Narodowa seria II, nr 76; (przekł. rozpoczęty w roku 1812; fragmenty ogł. Pamiętnik Warszawski 1815)
9. F.N.V. Campenon: Mieszkanie wiejskie. Poema. Wolny przekład, powst. 1827, wyd. Warszawa 1829; wyd. następne zobacz Ważniejsze dzieła poz. 13, t. 1
10. T.H. Friedrich: Wyprawa satyryczna. Z niemieckiego. Przekład wolny, Warszawa 1830
11. F. Schiller: Maria Stuart. Tragedia w 5 aktach, przerobiona z Szyllera przez P. Lebrun, przełożona z francuskiego przez..., Warszawa 1830; egz. ze skreśleniami cenzury w rękopisach Ossolineum, sygn. 11532/I; rękopis znajdował się w Bibliotece Narodowej, sygn. B. T. 613
12. T. Campbell: Wspomnienie o upadku Polski i rzezi Pragi. Wyjątek z poematu Kampbella O nadziei, wyd. zobacz Ważniejsze dzieła poz. 11
13. V. Hugo: Wybór poezji pomniejszych, Warszawa 1840 (kilka wierszy ogł. Muzeum Domowe 1836)
14. L.N.M. Carnot: Poezje, wyd. zobacz Ważniejsze dzieła poz. 13, t. 1
15. Poezje myśliwskie (tłumaczone): Polowanie na kuropatwy. Poema w 3 pieśniach; Polowanie na słonki; Polowanie na skowronki; Polowanie na głuszce, wyd. zobacz Ważniejsze dzieła poz. 13, t. 2
16. M.A.O. Nemesianus: Kynegetikon, czyli sztuka układania psów. Poema, powst. 1840, wyd. zobacz Ważniejsze dzieła poz. 13, t. 2 (tekst łaciński i polski)
17. H. Frakaster: Alkon. Wiersz opisujący wychowanie psów myśliwskich, wyd. zobacz Ważniejsze dzieła poz. 13, t. 3 (tekst łaciński i polski)
18. P.N. Ovidius: Halieutika, czyli rybołówstwo, wyd. zobacz Ważniejsze dzieła poz. 13, t. 3 (tekst łaciński i polski, przedmowa tłumacza)
19. Adrian VI, papież: Polowanie pod Rzymem, wyd. zobacz Ważniejsze dzieła poz. 13, t. 3 (tekst łaciński i polski, przedmowa tłumacza)
20. J. Darcjusz: Psy myśliwskie, wyd. zobacz Ważniejsze dzieła poz. 13, t. 3
21. I.F. Castelli: Poezje Kastellego (cz. 1-2), wyd. zobacz Ważniejsze dzieła poz. 13, t. 4, 6
22. G.A. Bürger: Wybór poezji, wyd. zobacz Ważniejsze dzieła poz. 13, t. 4 (z przedmową O życiu i pismach Bürgera)
23. F. Schiller: Poezje, wyd. zobacz Ważniejsze dzieła poz. 13, t. 4 (z przedmową O życiu i pismach Szyllera)
24. J.G. Herder: Poezje, wyd. zobacz Ważniejsze dzieła poz. 13, t. 4
25. J.W.L. Gleim: Poezje, wyd. zobacz Ważniejsze dzieła poz. 13, t. 4 (z przedmową O życiu i pismach Glejma)
26. A.F.E. Langbein: Poezje (cz. 1-2), wyd. zobacz Ważniejsze dzieła poz. 13, t. 4 (z przedmową O życiu i pismach Langbeina), t. 6
27. Solon: Pozostałe poezje, wyd. zobacz Ważniejsze dzieła poz. 13, t. 5 (tekst grecki i polski; z przedmową O życiu i pismach Solona)
28. Pitagoras: Pozostałe poezje, wyd. zobacz Ważniejsze dzieła poz. 13, t. 5 (tekst grecki i polski; z przedmową O życiu i pismach Pitagorasa)
29. Anakreon: Pieśni, wyd. zobacz Ważniejsze dzieła poz. 13, t. 5 (tekst grecki i polski; z przedmową O życiu i pismach Anakreona)
30. Safona: Pozostałe poezje, wyd. zobacz Ważniejsze dzieła poz. 13, t. 5 (tekst grecki i polski; z przedmową O życiu i pismach Safony)
31. Alkajos: Poezje Alceusza, wyd. zobacz Ważniejsze dzieła poz. 13, t. 5
32. Erinna z Telos: Poezje Erynny, wyd. zobacz Ważniejsze dzieła poz. 13, t. 5
33. Bakchylides z Keos: Poezje, wyd. zobacz Ważniejsze dzieła poz. 13, t. 5
34. Arystoteles: Śpiew, wyd. zobacz Ważniejsze dzieła poz. 13, t. 5
35. Bion: Pieśni, wyd. zobacz Ważniejsze dzieła poz. 13, t. 5
36. Moschos z Sycylii: Pieśni, wyd. zobacz Ważniejsze dzieła poz. 13, t. 5
37. Poezje pomniejsze dziś żyjących lub niedawno zmarłych poetów niemieckich: J.H. Voss, A. Grün, A.A. von Auersperg, J. Ch. von Zedlitz (m.in. wiersz: Przegląd nocny), G.B. Schwab, L. Uhland, K.E. von Ebert, Ch. F.A. von Württemberg, F. von Gaudy, G.F.M. von Schenkendorf, A. von Tschabuschnigg, J. Kerner, G. Zeidel, A. von Chamisso; wyd. zobacz Ważniejsze dzieła poz. 13, t. 6
38. L. Schefer: Brewiarz świecki, Warszawa 1843; fotokopię niedrukowanych fragmentów ogł. Książka jubileuszowa Kuriera Warszawskiego, Warszawa 1896.

Szereg przekładów ogłoszono wcześniej w czasopismach (jak wyżej: Ważniejsze dzieła). Fragmenty „Odysei” drukował Dziennik Wileński 1815, t. 2 i Pamiętnik dla Płci Pięknej 1830; „Warszawiankę” z francuskiego poety (C.) Delavigne Kurier Warszawski 1831, nr 77 i Merkury 1831, nr 91. Porównaj ponadto Ważniejsze dzieła poz. 13, t. 1.

### Wydania zbiorowe
1. Poezje... częścią przekładane, częścią oryginalne w XII tomach, wydał autor; (Oddz. 1): t. 1-5, Warszawa 1840-1841; Oddz. 2: t. 6-8, Warszawa 1843; zobacz Ważniejsze dzieła poz. 13.

### Listy i materiały
1. Do J. Lelewela z lat 1814–1818, 1822; rękopis: Biblioteka Jagiellońska, sygn. 4435; fragm. przytacza K.W. Wójcicki: Warszawa, jej życie umysłowe i ruch literacki w ciągu lat trzydziestu (do 1800 do 1830 r.), Biblioteka Warszawska 1878, t. 2; 1879, t. 1-3 i odb. (Warszawa 1880, rozdz. 5)
2. Do A. Cieciszowskiej 16 listów z Petersburga z roku 1817, wyd. B. Erzepki Dziennik Poznański 1896, nr 204-228 (z przerwami) i odb.
3. Do ojca z lat: 1817, 1820, 1822; do przyszłego teścia z 1821 i do niezidentyfikowanego z nazwiska księcia z 1840, Książka jubileuszowa Kuriera Warszawskiego, Warszawa 1896
4. Do K. A. A. Czartoryskiego list z roku 1840, rękopis: Biblioteka Narodowa, sygn. 2674/I
5. Memoriał... w sprawie „Gazety Codziennej Narodowej i Obcej” (1819), wyd. i oprac. J. Łojek, Rocznik Historii Czasopiśmiennictwa Polskiego, t. 4 (1965), zeszyt 2.